# Malaysische Staatsangehörigkeit

Malaysischer Reisepass

Die Malaysische Staatsangehörigkeit ist wie sonst nur in wenigen Staaten der Welt detailliert in der Verfassung geregelt. Gemäß der britischen Vorbild sind nicht Ausweisdokumente, sondern Geburtsurkunden Nachweisinstrumente. Anders als im Common Law-Rechtskreis sonst üblich folgt(e) man dem Geburtsortsprinzip (ius soli) nur 1946–48 und 1957–62, dann gab es verschieden starke Einschränkungen. Ansonsten gilt, bis 2024 fast ausschließlich, das Abstammungsprinzip in der männlichen Linie (ius sanguini paterni). Dies weichte man, ab 2010 zuerst für Auslandsgeburten, auf.
Kommunalistische Politik der Kolonialherren, man ernannte “Captains” über die lokalen Gemeinschaften, sorgte dafür, dass sie sich wenig vermischt hatten. Ihr Status blieb vor 1946 unbestimmt. Je 42 % der Einwohner Malayas waren 1957 ethnische Malaien und Chinesen. Letztere dominierten durch ihren Fleiß die Wirtschaft.
Das im internationalen Vergleich restriktive, rassistisch geprägte Staatsangehörigkeitsrecht ist Ausdruck der 1969 offiziell ausformulierten Blut-und-Boden-Staatsideologie Ketuanan Melayu gemäß der ein „richtiger“ malaysischer Staatsbürger entsprechender Abstammung (Bumiputra) und Moslem zu sein habe. Die systemische Diskriminierung gegen chinesisch- und indischstämmige fand ihren Ausdruck auch in der neuen ökonomischen Politik des relativ autokratisch regierten Landes.

## Historisches

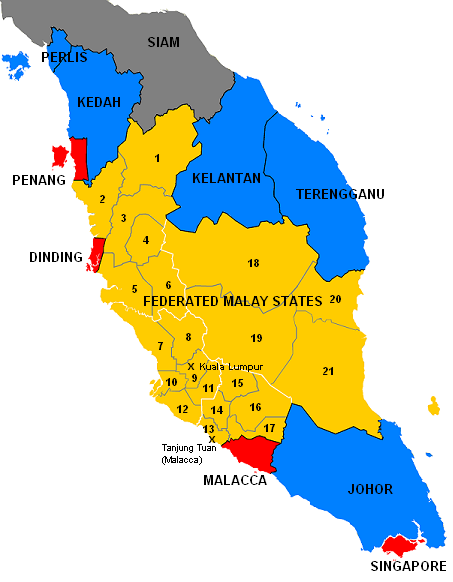
Distrikte der föderierten Staaten Malayas: „Unfederated States“ blau, „Federated States“ gelb, „Straits Settlements“ rot.

Das heutige Staatsgebiet Malaysias war zur Kolonialära zwar britisch, es bestand jedoch aus Territorien mit unterschiedlichem Status. Aufgrund massiver Einwanderung verdoppelte sich zwischen 1891 und 1911 die Gesamteinwohnerzahl von British Malaya. Auf der Halbinsel gab es die Kronkolonie Straits Settlements, die Federated Malay States und die Unfederated Malay States, Thais, die in den 1909 annektierten Sultanaten nicht die Staatsbürgerschaft wechseln wollten erhielten die Option innerhalb von sechs Monaten abzuwandern. Die Sultane sahen die einheimischen Bewohner (Malayen und Orang Asli) als Untertanen (rakyat raja), ohne dass es einer gesetzlichen Definition bedurfte, Fremde blieben ausgeschlossen.
Auf Borneo gab es das 1946 von den weißen Rajas an die Krone abgetretene Sarawak sowie das 1946 vom Protektorat zur Kronkolonie umgewandelte Britisch Nord-Borneo bestehend aus dem heutigen Sabah und Brunei, wobei letzteres bis zu seiner Unabhängigkeit 1984 britisches Protektorat blieb. In Sarawak hatte es seit 1927 eine eigene Einbürgerungsverordnung und seit 1934 ein Staatsangehörigkeitsgesetz gegeben. Alle Sarawaker, die nach diesen Vorschriften Bürger waren, wurden ex lege Briten.
Nach Ende der japanischen Besetzung ging man 1946 daran die kolonialen Verhältnisse neu zu regeln, zunächst in Form der Malaiischen Union aus den neun Fürstenstaaten, Malakka und Penang. Aus den beiden Schutzstaaten auf Borneo machte man Kronkolonien. Die Union scheiterte an der Staatsangehörigkeitsfrage für die Chinesen in Singapur, woraufhin 1948 die Federation of Malaya aus elf Gliedstaaten gegründet wurde. Parallel dazu kam es zu umfassenden Reform der britischen Staatsangehörigkeit in Bezug auf koloniale Untertanen durch den British Nationality Act 1948.

## Föderation
Die britische Untertaneneigenschaft der Bewohner der Settlements endete 1948 nicht, sie wurden parallel Bürger der Föderation, was nach außen zunächst keine separate Staatsangehörigkeit war. Man unterschied zwischen „citizenship“ (kerakyatan als britischer Untertan) und “nationality” (kewarganegaraan als Malayer). Der Status einer British Protected Person blieb bis 1952 unberührt.
Staatsangehörige der Federation of Malaya (Federal Citizen) wurden 1948 automatisch nur:
- Untertanen eines der Sultane[17]
- In Penang und Malakka geborene British Subjects, die mindestens 15 Jahre durchgehend auf dem Gebiet neuen Föderation gewohnt hatten.
- Sonstige British Subjects, deren Väter hier geboren waren, oder die mindestens 15 Jahre durchgehend hier gewohnt hatten.
- Bis 1952: Jeder hier Geborene, der malaiisch sprach und die entsprechenden Sitten und Gebräuche im Alltag pflegte.[18]
- Bis 1952: Jeder hier Geborene, wenn beide Elternteile schon hier geboren waren („doppeltes ius soli“).
- Ab Sept. 1952: Jeder hier Geborene, wenn ein Elternteil schon hier geboren war. Hierdurch wurden 1,15 Mio. Chinesen und 220.000 Inder automatisch Federal Citizens.

Diese Vorschriften schlossen Kinder indisch- und chinesischstämmige Paare vom Erwerb nach dem Geburtsortsprinzip (ius soli) aus. Nur etwa ein Drittel der Nachfahren von Zuwanderern erfüllten die Bedingungen, um malaiische Bürger per Gesetz zu sein. Die meisten Betroffenen waren “British Subjects” aus den Straits Settlements.
Ausgeschlossen waren auch diejenigen Personen, die seit mehr als sieben Jahren im Ausland lebten sowie solche, die zwischenzeitlich die Staatsbürgerschaft eines der Feindstaaten des Zweiten Weltkriegs erhalten hatten. Letztere konnten auf Antrag Bürger werden. (Diese Regel wurde 1952 gestrichen.)
Eingebürgert (“by application”) werden konnte, wer Englisch oder Malaiisch ausreichend sprechen konnte, unbescholten war und einen Treueeid schwor, vorausgesetzt er
- hatte acht der letzten zwölf Jahre vor Antragstellung im Lande gewohnt, oder er
- hatte mindestens fünfzehn Jahre in den zwanzig Jahren vor Gründung der Föderation hier gelebt.[22]

Die Ausstellung eines “Certificate of Citizenship” in einem Fürstenstaat oder als Federal Citizen stand dann im freien Ermessen des Sultans resp. hohen Kommissars (nur für britische Bürger), der Rechtsweg bei Ablehnung war nicht gegeben. Bei Einbürgerung durch einen Sultan wurde der Neubürger zugleich “British protected person”. Bei Täuschung durch den Antragssteller war ein Widerruf der Einbürgerung möglich.
Auf die Registrierung bestand bei Erfüllung aller Bedingungen Rechtsanspruch. Verweigerte ein Herrscher diese fälschlicherweise, war trotzdem der Gerichtsweg nicht gegeben. Bedingungen waren Volljährigkeit, Eidesleistung, irgendwo in Malaya (oder dem bestimmten Gliedstaat) geboren, während der letzten zehn Jahre mindestens fünf hier lebend und britischer Bürger (nicht “protected person”). Bei Minderjährigen genügte der Antrag des einheimischen Sorgeberechtigten.

1957–1963: Über 18 Jahre, in Malaya geboren und 7 Jahre hier wohnhaft mit gutem Charakter und Grundkenntnissen des Malaiischen.

Bei Ehefrauen (mit britischem Bürgerrecht) waren nur Eidesleistung und „guter Charakter“ erforderlich. Außerdem durfte sie bei Antragstellung nicht wiederverheiratet mit einem Ausländer sein, oder ihr die malaiische Staatsangehörigkeit früher aberkannt worden sein.
Die Herrscher hatten außerdem das Recht jedem britischen oder malaiischen Kind ohne Antrag, auch gegen den elterlichen Willen, eine Registrierung aufzuerlegen.
Verlust der Staatsangehörigkeit
Automatischer Verlust der Staatsangehörigkeit trat ein, wenn ein Eingebürgerter (Nicht-Malaye) fünf Jahre im Ausland lebte, ohne Verbindung ins Land zu haben. Die Ausbürgerung konnte vom hohen Kommissar ausgesprochen werden. Es war analog den britischen Bestimmungen möglich, falls ein Bürger illoyal oder im Kriegsfall gegen das Land agierte, aber auch bei Verurteilungen zum Tode oder zu mehr als sechs [ab 1952: zwölf] Monaten Gefängnis irgendwo im Empire. Beides betraf Kinder des Betroffenen nur, wenn ausdrücklich im Bescheid erwähnt.

Nach 1952 war die Aberkennung nur noch in den ersten fünf Jahren oder bei Irrtum amtlicherseits innerhalb eines Jahres [1962 aufgehoben] nach Einbürgerung möglich und gar nicht mehr wenn die Person im Lande geboren war. Auch gab es ein Anhörungsrecht.
Verzichtserklärungen waren möglich durch volljährige Doppelstaatler, ab 18, was mit Eintragung wirksam wurde.

### Uniform Nationality Enactment1952
Hierdurch wurde die föderale Staatsangehörigkeit mit der der Fürstentümer, bzw. Britanniens, verknüpft. Einwanderer(nachfahren) hatten zwischen der örtlichen oder ihrer „heimatlichen“ Staatsbürgerschaft zu wählen. Einbürgerungskandidaten mussten andere Staatsangehörigkeiten ablegen und dem respektiven Raja den Treueeid zu leisten.
Die einzelnen Fürstenstaaten übernahmen zum 15. September 1952 die meisten bisherigen Regeln in ihre wortgleichen Staatsangehörigkeitsvorschriften, also:
- Angehörige eines malaiischen Stammes, sofern in einem der Fürstenstaaten der Halbinsel (also nicht Singapur) wohnend.
- Als Malaye in einem jener Staaten geboren war oder einen Elternteil von dort hatte.
- In einem jener Staaten geboren und Federal Citizen war ohne britischer Untertan zu sein.
- Wer, im Ausland geboren, einen Vater hatte, der nach den vorgehenden Regeln Untertan eines Sultans gewesen wäre.

Dazu britische Untertanen, die:
- In den Settlements (inkl. Singapur) geboren und 1948 in Malaya wohnhaft waren.
- Wer wie schon sein Vater oder die Mutter vor ihm irgendwo in der Föderation (also ohne Singapur) geboren war, oder fünfzehn Jahre dort gelebt hatte.
- Wer als britischer Untertan, unabhängig vom Geburtsort, vor dem Stichtag geboren seit seiner Geburt mindestens 15 Jahre hier gelebt hatte, oder einen Vater hatte der Federal Citizen oder eingebürgert worden war.

Staatsangehörigkeitsverlust trat ein wenn:
- eine fremde Staatsangehörigkeit, außer der britischen, freiwillig angenommen wurde.
- eine eingebürgerte Frau durch Heirat mit einem Ausländer dessen Staatsangehörigkeit erhielt.
- Verlust der Untertaneneigenschaft eines Fürstentums führte auch zum Verlust des Status eines Federal Citizens.
- Fünf Jahre im Ausland lebend ohne Verbindung ins Land zu haben. Wiederaufnahme war möglich durch Wohnsitznahme im Inland.

### Verfassung 1957
Die Föderation Malaya wurde am 31. August 1957 ein unabhängiger Staat innerhalb des Commonwealths – das Datum wird heute als Malaysias Unabhängigkeitstag Hari Merdeka begangen. Mit Entstehen der Föderation sollten die bisherigen unterschiedlichen Staatsbürgerschaften zu einer einzigen zusammengeführt werden. Seitdem gibt es nur noch die föderale Staatsangehörigkeit. Ihre Bürger blieben zugleich Commonwealth Citizens. Letzteres Privileg wurde 1976 abgeschafft.
Die Verfassung des unabhängigen Malaya vom 30. August 1957 ging in den 17 Artikeln des III. Kapitels vergleichsweise detailliert auf Fragen der Staatsangehörigkeit ein. Weiter ausgeformt wurden diese Bestimmungen im Anhang “Schedule II” Nach dem Unabhängigkeitstag in Penang oder Malakka Geborene wurden nicht mehr CUCKs ab Geburt.
Bis 1960 war die Wahlkommission die zuständige Behörde in Staatsangehörigkeitsfragen. Die gerichtliche Klärung von Rechts- aber nicht Verfahrensfragen war bis 1960 erlaubt. Staatsangehörigkeitsausweise können in Zweifelsfällen ausgestellt werden, verleihen aber nicht die Staatsbürgerschaft, d. h. sie können wieder eingezogen werden.
Der neue Verbund Malaysia aus Malaya, Singapur, Sarawak und Nord-Borneo übernahm die Verfassung von 1957 weitgehend. Deren staatsangehörigkeitsrechtlichen Regeln wurden mehrfach, speziell in Bezug auf Singapur 1963 und 1965, überarbeitet. Die bis 1963 parallel bestehende Singapore citizenship wird hier nicht betrachtet.
Nach der Überarbeitung der Verfassung aus Anlass der Gründung Malaysias galt 1963 als Malaysier:
- bei Inlandsgeburt vor dem 16. September 1963:
  - Wer vor dem Unabhängigkeitstag Malayas (31. August 1957, “Merdeka Day”) Bürger war oder es 1963 wurde.
  - Wer Bürgerrechte (sei es durch Geburt oder Einbürgerung) von Sabah oder Sarawak hatte.
  - In der Zeit seit 1957 bis zum Malaysia Agreement galt uneingeschränktes ius soli bis 30. Sept. 1962.
  - Nach dem 16. September 1963 Geborene, wenn ein Elternteil im Lande geboren oder dauerhaft ansässig war und das Kind staatenlos würde,[33] außer der Vater ist Ausländer (oder Diplomat).
- bei Inlandsgeburt nach dem 16. September 1963:
  - In Malaysia (ohne Singapur) geboren, wenn ein Elternteil Staatsangehöriger ist oder hier dauerhaft lebt.
  - In Malaysia (ohne Singapur) geboren, aber sonst staatenlos.
  - bei Findelkindern wird eine Inländerin als Mutter fingiert.[33]
- bei Auslandsgeburt vor dem 16. September 1963:
  - Kinder, nach dem 31. Aug. 1957 geboren, von Vätern, die Federal Citizen sind und hier geboren waren.
  - Kinder, nach dem 31. Aug. 1957 geboren, von Vätern, die Federal Citizen sind, wenn sie innerhalb eines Jahres konsularisch angemeldet wurden.[34]
- bei Auslandsgeburt[35] nach dem 16. September 1963:
  - Mit einem aus Malaysia gebürtigen Vater (auch während dessen Staatsdienst für die Regierung im Ausland).
  - Mit einem Vater, der Federal Citizen ist, wenn die Geburt innerhalb eines Jahres konsularisch angemeldet wird.
  - In Singapur geboren, mit mindestens einem Elternteil, welcher Federal Citizen ist, aber keinesfalls Bürger Singapurs.

Staatsangehörigkeitserwerb nach 1963
Seit 1960 ist die zuständige Behörde das Innenministerium, das entsprechende Register zu führen hat. Der Minister erlässt Ausführungsverordnungen. Gegen seine Entscheidungen in Staatsbürgerschaftssachen ist der Rechtsweg nicht gegeben. Statusänderungen betreffen immer auch minderjährige Kinder mit.
Für Nord-Borneo und Sarawak wurde durch die die Vereinigung beratende Kommission angeregt, dass am Tage des Entstehens der Föderation alle in den jeweiligen Gebieten geborenen oder vor dem Datum eingebürgerten British Subjects, automatisch malaysische Bürger würden. Dazu auch Kinder deren leiblicher Vater nach diesen Regeln Anspruch hätte sowie jene britischen Bewohner, die seit mindestens fünfzehn Jahren ansässig waren. Ausgenommen werden sollten diejenigen, die seit über sieben Jahren außer Landes lebten. Für die Bewohner Sarawaks der Weißen Rajas wurde die juristische Fiktion geschaffen, sie seien schon seit 1886 britisch-koloniale Untertanen gewesen. Am Malaysia Day, dem 16. Sept. 1963, entstand die einheitliche malaysische Staatsangehörigkeit, die föderalen Zugehörigkeiten fielen weg – für Singapur am 9. August 1965. Zugleich verloren alle nun Malaysier Gewordenen ihre britische Untertaneneigenschaft (CUCK).
Einbürgerungsregeln nach 1963
- Registrierung
  - Ehefrauen guten Charakters, wobei die Ehe noch bestehen musste oder die Frau seit zwei Jahren im Lande lebt und hier wohnen bleiben wollte. (Rückgängigmachung amtlicherseits möglich falls Scheidung innert zwei Jahren.)
  - Minderjährig (21, Eidesleistung ab 18), Vater (oder unverheiratete Mutter) Staatsbürger, Wohnsitz im Inland, guter Charakter (1963 weggefallen). Nach 1963 als Ermessensentscheidung.
  - 1963–1971: 18–45 Jahre alt, guten Charakters, mit Wohnsitzabsicht, sofern vor Malaysia Day in einem Borneo-Staat[39] wohnend und dort sieben der letzten zehn Jahre wohnhaft. Mit grundlegenden Sprachkenntnissen.
- Einbürgerung[40]
  - 21 Jahre alt
  - guter Charakter
  - ausreichende Kenntnis des Malaiischen
  - Eidesleistung
  - Zehn der letzten zwölf Jahre ansässig, davor das Jahr vor Antragstellung durchgehend.

Staatsangehörigkeitsverlust
Staatsangehörigkeitsverlust trat nun ein wenn:
- eine fremde Staatsangehörigkeit, außer der britischen, freiwillig angenommen wurde. Heirat einer Frau mit einem Ausländer dessen Staatsangehörigkeit sie automatisch erhält, ist nicht „freiwillig“.
- Doppelstaatler, die im Ausland (auch Commonwealth) Rechte ausüben, die ausschließlich Bürgern zustehen. Dazu zählt, seit 1962, Teilnahme an Wahlen, Erhalt eines Reisepasses usw.[41] Solcher Verlust erfolgt wegen „Illoyalität.“

Ausbürgerungen sind möglich:
- Sieben [1963–65: Fünf] Jahre im Ausland (ohne Commonwealth und Irland) lebend ohne die seit 1. Januar 1977 vorgeschriebene jährliche konsularische Meldung abzugeben.
- Falls ein Bürger illoyal (“disaffected”[43]) oder im Kriegsfall gegen das Land agierte,[44]
- Für Eingebürgerte innerhalb der ersten fünf Jahre: Verurteilung zu 5000 Ringgit Geldstrafe oder mehr als ein Jahr Gefängnis.
- Bei Ehefrauen, die registriert worden waren, bei späterer Ausländerheirat, kurzer Ehedauer u. ä.
- Bei Täuschung oder Irrtum im Einbürgerungs- oder Registrierungsverfahren. Falschangaben mit bis zu zwei Jahren Haft strafbewehrt.

Nicht möglich sind seit 1963 Ausbürgerungen von Bürgern ab Geburt falls Staatenlosigkeit eintreten würde.
Verzichtserklärungen waren durch Volljährige, ab 21 und geistiger Gesundheit möglich, was mit Eintragung wirksam wurde. Schon wenn eine andere Staatsbürgerschaft nur „in Aussicht steht“ ist seit 1962 eine Verzichtserklärung möglich.

## Heute
Die 1963 etablierten Prinzipien gelten im Kern weiter, sie wurden jedoch häufig modifiziert. Die Vorschriften zum Staatsangehörigkeitsverlust und Ausbürgerung blieben kaum verändert.
Seit 2010 werden auch Kinder einer mit einem Ausländer verheirateten Malaysierin, welche im Ausland geboren werden, Staatsbürger ab Geburt. Zuvor erfolgte diese Weitergabe nur über einen malaysischen Vater. Eine Mutter muss jedoch, anders als ein Vater, über eine Meldeverfahren, die bevorzugte Staatsangehörigkeit des Kindes registrieren, da man annimmt, dass bei ausländischem Vater automatisch doppelte Staatsangehörigkeit vorliegen würde.

Das heiß diskutierte Constitution (Amendment) Bill, 2024 sieht vor, dass für im Ausland geborene uneheliche Kinder einer Malaysierin ebenfalls automatisch die Staatsangehörigkeit ab Geburt erlangt wird – dies jedoch nicht rückwirkend, sondern nur für nach dem Inkrafttreten zur Welt gekommene.
Einbürgerung
Anträge auf Einbürgerungen können gestellt werden, sofern der Antragsteller volljährig (21 Jahre) und „guten Charakters“ ist, gute Kenntnisse des Malaiischen hat und mindestens zehn Jahre legal im Lande eine Daueraufenthaltserlaubnis hat. Doppelte Staatsbürgerschaft ist weiterhin nicht gestattet. Einbürgerungskandidaten müssen einen Aufgabenachweis aus der Heimat erbringen.

Zuständig ist das National Registration Office. Die Bearbeitungsdauer liegt günstigstenfalls bei etwa drei Monaten, kann aber auch 5–6 Jahre dauern. Es gab Fälle, in denen nach zwei Jahrzehnten keine Entscheidung vorlag. Da es im Verfahren keinerlei Transparenz oder Widerspruchsrecht gibt und jede Verleihung als „Privileg“ gesehen wird, fehlt es an Hintergrundinformationen und das Gesetz ausgestaltende Gerichtsurteilen.
Eine Möglichkeit auf Einbürgerung durch Registrierung haben, seit 1957: Ausländische Ehefrauen von Malaysiern, die seit zwei Jahren im Lande wohnen und hier bleiben wollen. Als zusätzliche Voraussetzung kamen 1962 „guter Charakter“ und der Vorsatz dauerhaft im Lande bleiben zu wollen hinzu. Außerdem muss die Ehe noch bestehen und andere Staatsbürgerschaften aufgegeben werden. Eine analoge Vorschrift für Ehemänner aus dem Ausland fehlt. Sie haben die reguläre zehnjährige Wartezeit für Einbürgerungen zu erfüllen. Erst seit 2010 können sie aus der Heirat und fünf Jahren Aufenthalt einen Rechtsanspruch auf Aufenthaltserlaubnis herleiten, zuvor erhielten sie eine solche nur über ihre Arbeitserlaubnis.

### Statistik
Da es in der kolonialen Zeit gerade in Randgebieten keine modernes Standesamtswesen gab, haben viele der Bewohner Schwierigkeiten ihren Anspruch als Malaysier nachzuweisen. Die Regulations 1964 machen ihnen solches jedoch zur alleinigen Pflicht. Teilweise werden heute Gentests eingesetzt.

Für den Zeitraum 2000–2009 wurden von 4029 Einbürgerungsanträgen nur 1806 positiv beschieden. Dazu kamen 3640 Anträge für (mit) einzubürgernde Kinder, von denen 1066 genehmigt wurden. Anfang 2024 waren landesweit etwa 49.000 Anträge anhängig. Gut 12.000 waren von Personen, die vor der Unabhängigkeit geboren waren, teilweise Hochbetagte. Gerade diese Gruppe fällt beim Sprachtest häufig durch. Bei im Ausland geborenen Kindern lediger Mütter, also vergleichsweise einfachen Fällen, wurde 2023 berichtet, dass in über achtzig Prozent von 3900 Fällen eine Eintragung erfolgte. In Sabah gingen 2017–2022 elftausend Einbürgerungsanträge ein. Davon waren Ende 2023 481 positiv beschieden aber 3917 abgelehnt. Über 6000 hingen im System.

## Sonderfälle
Malaysia ist an Territorialkonflikten im Südchinesischen Meer beteiligt, hierbei geht es aber um unbewohnte Inseln und Seegrenzen. Lediglich auf der Insel Sebatik verläuft die gemeinsame Grenze mit Indonesien durch Dörfer, so dass, käme es zu einer Einigung im umstrittenen östlichen Bereich eine Abgrenzung zur indonesischen Staatsangehörigkeit getroffen werden müsste.

### Völkerrechtliche Verträge
Die von Großbritannien gezeichneten Haager Übereinkommen von 1930 wurden für alle Kolonien übernommen.
Malaysia zeichnete die Frauenkonvention und das Staatsangehörigkeitsprotokoll zum Wiener Diplomatenabkommen.
Aus Anlass der Aufnahme diplomatischer Beziehungen mit China gab es am 31. Mai 1974 eine gemeinsame Erklärung zur freien Wahlmöglichkeit für Doppelstaatler, bei gleichzeitigem Verlust der anderen Staatsbürgerschaft.

### Adoptivkinder
Der Adoption Act 1952 führt abschließend alle Rechtsfolgen einer Adoption eines Minderjährigen durch einen malay(s)ischen Staatsbürger auf. Der automatische Erwerb der Staatsangehörigkeit gehört nicht dazu. Es steht den Adoptiveltern frei, solange das Kind noch minderjährig ist, eine Einbürgerung zu beantragen.

### Seenomaden und Eingeborene
Die am Meer oder küstennah nomadisierenden Bajau Laut sollen rund 14 % der Bevölkerung Sabahs ausmachen. Statistiken zu diesem Personenkreis gibt es nicht, da solche anerkennen würden, dass man einem wesentlichen Teil dieses Stammes ihm zustehende Bürgerrechte verwehrt.
Etliche Orang Asli und Orang Asal (die erst seit 1971 gleichberechtigten Ureinwohner auf Borneo) fallen durch dieselbe Gesetzeslücke, einfach weil ihre Vorfahren in Gegenden lebten, wo entsprechende amtliche Anmeldungen (noch) nicht üblich waren. Jenen gewährt man zumindest Daueraufentserlaubnisse (red identity card).

### Flüchtlinge und Staatenlose
Malaysia ist weder dem Abkommen über die Rechtsstellung der Flüchtlinge noch der Staatenlosenkonvention beigetreten. Es gibt daher auch 2024 in der Ausländergesetzgebung keine Unterscheidung zwischen Flüchtlingen und illegal im Lande befindlichen Ausländern ohne Papiere (Orang Tiada Dokumentasi). Ob einem Flüchtling Asyl gewährt wird, was höchst selten ist, ist eine Ermessensentscheidung der Verwaltung. Diese extreme Position macht sich auch Australien zunutze, dass seine seit Premier Howard (reg. 1996–2007) eingeführte extrem restriktive Flüchtlingspolitik durch ein 2011 geschlossenes Abkommen, dass 800 Asylanten zurückschickte, um dann 4000 vom UNHCR vermittelte einreisen zu lassen.
Boat people

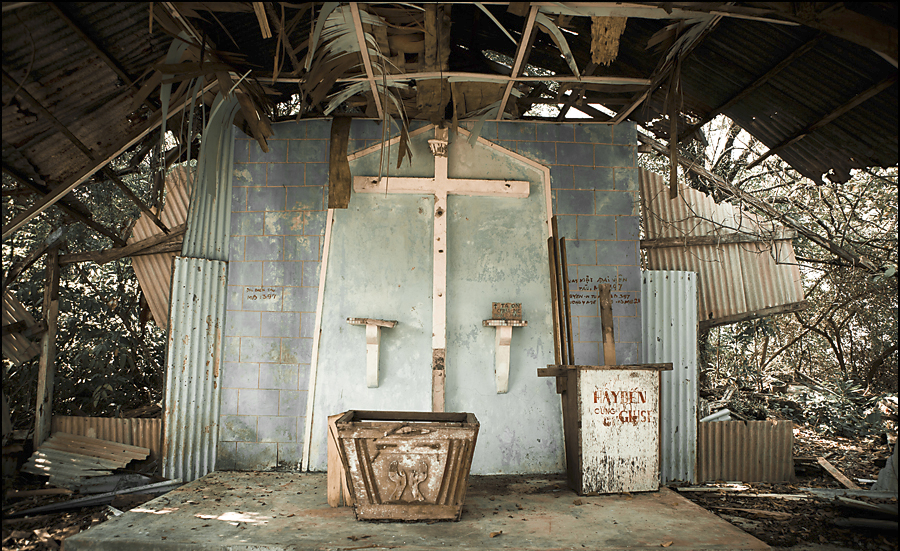
Vietnamesische, katholische Kirche der Flüchtlinge auf Pulau Bidong.

Fast eine Viertel Million, meist chinesischstämmige Flüchtlinge landeten seit Mai 1975 in Malaysia an und wurden in großen Lagern konzentriert wie z. B. auf Pulau Bidong, geschlossen 1990, sowie Sungai Besi, geschlossen 1996. Rund 240.000 wurden vom UNHCR in Drittländer umgesiedelt, bis 2005 der letzte Malaysia verließ. Gut 9000 waren ins befreite Vietnam zurückgekehrt.
Birmanische Flüchtlinge
Das UNHCR betreute Ende 2023 163.000 aus Birma gekommene Flüchtlinge. Davon sind 23.000 ethnische Chin, der große Rest (Nachfahren) illegal nach Birma zugewanderter Bengalen, welche die von der Regierung in Rangoon angeordnete Ausweisung vermeiden wollen. Diese Flüchtlinge sind meist Muslime.

Seit 2017 wird dieser Personenkreis im System Tracking Refugees Information System (TRIS) erfasst und erhält gebührenpflichtig eine MyRC genannte Ausweiskarte, die ein Aufenthaltsrecht gewährt, bis eine Übersiedlung in ein Drittland erfolgen kann.
Uneheliche Kinder im Inland
Für im Inland unehelich geborene Kinder ausländischer Frauen – wobei von Bedeutung ist, ob eine eventuelle Ehe nach malaysischem Recht gültig ist – mit einem Malaysier ist die Nationalität der Mutter Anknüpfungspunkt. Sie werden nicht Malaysier. Dies führt zu einer großen Zahl staatenloser Kinder oder solcher, bei denen mangels Unterlagen der Status unklar bleibt. Sie können u. U. auf Antrag registriert werden. Von 2003 bis April 2014 waren es 14.100 Betroffene.
Malaysische British Overseas Citizens in Großbritannien
Für farbige CUKCs wurde der Zuzug ins Mutterland nach 1971 sehr schwierig. Die Gesetzesreform 1981 machte aus denjenigen, die das britische Daueraufenthaltsrecht (“right of abode”) hatten Briten (“British citizen”) zum 1. Jan. 1983. Die anderen wurden British Dependent Territories citizens (BDTCs), die sich auf Antrag ebenfalls zu Vollbürgen machen lassen konnten. Dazu mussten sie zuvor ihre malaysische Staatsbürgerschaft aufgeben, was über die Jahre etwa 35.000 Personen taten. Durch zwei weitere Gesetzesänderungen wurde 2002 der Status BTDC zum neuen British Overseas Citizens. Über eintausend laufende Einbürgerungsanträge von malaysischen BTDCs wurden danach von der britischen Verwaltung nicht mehr weiter bearbeitet, da für die wenigen BOC angenommen wird, dass mangels Bezug zu Großbritannien keine Einbürgerung möglich sein soll. Dieser Personenkreis hatte aber im Vorfeld seine malaysische Staatsbürgerschaft aufgegeben oder, weil die malaysische Regierung schon den Besitz eines BOC-Reisepasses als Illoyalität wertet, verloren. Sie wurden so effektiv staatenlos – beide Regierungen betrachten sie jeweils als Angehörige des anderen Landes. Malaysischerseits wäre frühestens nach 17 Jahren Wartezeit mit den entsprechenden Aufenthaltserlaubnissen (“resident pass”), Sprachtest, Nachweis der Loyalität usw. eine Wiedereinbürgerung möglich, sie wird aber für Personen die BOC-Status zwecks gewünschtem Erwerb voller britischer Staatsbürgerschaft prinzipiell abgelehnt.
Filipinos in Sabah
In Sabah lebt eine Anzahl Personen philippischer Abstammung, vor allem Opfer des Moro-Konflikts. Die wenigsten sind de jure staatenlos im Sinne des Abkommens von 1954, sondern mangels Papieren de facto staatenlos. Wegen des weiter schwelenden Sabah-Konflikts sind die Beziehungen hier gespannt, eine Kooperation der Behörden zu entscheiden wer staatenlos oder Filipino ist, findet allenfalls schleppend statt.

Malaysia stellt diesen Flüchtlingen der 1970er Jahre eine IMM13 genannte Ausweiskarte aus. 2020 hatten rund 51.000 Personen diesen Status, der zur Arbeitsaufnahme berechtigt. Weitere 130.000 Flüchtlinge späterer Jahre haben 1982–87 eine sogenannte Kad Burung-Burung genannte Bescheinigung erhalten. Ihre Integration ist in Malaysia 2020 ein heiß diskutiertes Thema. Der auch anderen Gruppen ausgestellte Sabah Temporary Pass ist eine Duldung für diesen Bundesstaat. Es wird geschätzt, dass 2023 bis zu ein Drittel von dessen Bewohnern keinen gesicherten Status haben.
Jener Personenkreis, der eine Aufenthaltsgenehmigung bekommen hat, kann regulär eine Einbürgerung beantragen. Hier geborene Kinder Staatenloser wäre per Gesetz Malaysier, es gibt aber für sie Nachweisprobleme ob sie wirklich de jure staatenlos sind.